# Lupta de la Oltina (1916)
Lupta de la Oltina a fost o acțiune militară de nivel tactic, desfășurată pe Frontul Român, în timpul campaniei din anul 1916 a participării României la Primul Război Mondial. Ea s-a desfășurat în perioada 1/14 septembrie 1916 - 2/15 septembrie 1916 și a avut ca rezultat respingerea atacului forțelor Puterilor Centrale, în ea fiind angajate forțe române din Divizia 9 Infanterie română și forțe ale Puterilor Centrale din Divizia 1 Infanterie bulgară și  Brigada germană „Bode”. A făcut parte din acțiunile militare care au avut loc în bătălia de pe aliniamentul Rasova-Cobadin-Tuzla.:p. 350

## Comandanți

### Comandanți români
- General Nicolae Petala

### Comandanți ai Puterilor Centrale
- General Ianko Draganov
- Colonel Bode